# 西春日井農業協同組合
西春日井農業協同組合（にしかすがいのうぎょうきょうどうくみあい）は、愛知県北名古屋市、清須市、西春日井郡豊山町大字青山（同町大字豊場は尾張中央農業協同組合の管轄）を管轄する農業協同組合である。略称は「JA西春日井」。

## 沿革
- 1975年（昭和50年）3月31日 - 設立[1]。

## 店舗
- 北名古屋市（本店、西春支店、九之坪支店（閉店）、師勝支店、鹿田支店）[1]
- 清須市（西枇杷島支店、新川支店、阿原支店、清洲支店、春日支店）[1]
- 豊山町（青山支店）[1]

### 子会社
- 株式会社JA西春日井エナジー

### その他施設
- 受注・相談センター
- 配送センター
- 野菜予冷施設
- 育苗センター
- カントリーエレベーター